# Сайд-скролер

Приклад гри піджанру сайд-скроллер (Metal Slug)

Сайд-скролер (англ. Side-scroller) — піджанр відеоігор, в яких ігровий процес відбувається з бічної точки зору. На екрані об'єкти як правило рухаються зліва направо (рідше — справа наліво). Ці ігри використовують технологію скролінгу для комп'ютерних дисплеїв. Перехід від ігор з графікою на одному екрані або графікою на перемикаючому екрані до графіки сайд-скролінгу в Золоту добу аркадних відеоігор у третьому поколінні консолей виявився переломом в ігровому дизайні, зіставленим з переходом до 3D графіки у п'ятому поколінні консолей.
Першим сайд-скролером українського виробництва були Пригоди піонерки Ксені (1991 рік).